# Лахуд, Майкл
Майкл Лахуд (англ. Michael Lahoud; 15 сентября 1986, Фритаун) — сьерра-леонский футболист, полузащитник.

## Биография

### Ранние годы
Лахуд родился во Фритауне, Сьерра-Леоне, но в возрасте трёх лет переехал со своей семьёй в Аннандейл, штат Виргиния, США.
В 2005—2008 годах Лахуд обучался в Университете Уэйк-Форест по специальности «Математика» и играл за университетскую футбольную команду «Уэйк-Форест Димон Диконс». В Национальной ассоциации студенческого спорта забил 14 мячей и отдал 20 результативных передач в 95 матчах. Помог «Димон Диконс» трижды выйти в Кубок колледжей и выиграть национальный чемпионат NCAA в 2007 году. Был включён в символическую сборную первокурсников Конференции атлантического побережья в 2005 году и во вторую символическую сборную Конференции атлантического побережья в 2008 году.
В 2006—2008 годах также выступал за клуб «Каролина Динамо» в Премьер-лиге развития ЮСЛ.

### Клубная карьера
15 января 2009 года на Супердрафте MLS Лахуд был выбран в первом раунде под общим девятым номером клубом «Чивас США». Его профессиональный дебют состоялся 21 марта 2009 года в матче стартового тура сезона против «Колорадо Рэпидз», в котором он вышел на замену на 54-й минуте вместо Атибы Харриса. 20 июня 2009 года в матче Суперлиги против мексиканского «Тигреса УАНЛ» забил свой первый гол в профессиональной карьере. Свой первый гол в MLS забил 25 октября 2009 года в матче заключительного тура сезона против «Хьюстон Динамо».
17 мая 2012 года «Чивас США» обменял Лахуда с распределительными средствами «Филадельфии Юнион» на Дэнни Кейлиффа. За «Юнион» он дебютировал 19 мая 2012 года в матче против «Далласа».
12 января 2016 года Лахуд был отдан в аренду клубу Североамериканской футбольной лиги «Нью-Йорк Космос» на сезон. Дебютировал за «Космос» 3 апреля 2016 года в матче стартового тура сезона против «Оттава Фьюри». 23 мая 2016 года «Филадельфия Юнион» отозвала Лахуда из аренды в «Нью-Йорк Космос».
24 мая 2016 года Лахуд перешёл в клуб NASL «Майами». По сведениям Тейлора Туэллмена из ESPN стоимость трансфера составила более 300 тыс. долларов. За «Майами» он дебютировал 28 мая 2016 года в матче против «Эдмонтона». 28 сентября 2016 года в матче против «Оттава Фьюри» забил свой первый гол за «Майами». По итогам сезона 2016 Лахуд удостоился награды «Филантроп года в NASL» за свои усилия по созданию школы в родном Фритауне, над чем он трудился совместно с коллегой-футболистом Кеем Камарой.
18 апреля 2018 года Лахуд подписал контракт с клубом United Soccer League «Цинциннати». Дебютировал за «Цинциннати» 2 мая 2018 года в матче против «Инди Илевен», отметившись голевой передачей.
22 января 2019 года Лахуд подписал контракт с клубом Чемпионшипа ЮСЛ «Сан-Антонио» на сезон 2019. Дебютировал за «Сан-Антонио» 9 марта 2019 года в матче стартового тура сезона против «Финикс Райзинг», выйдя на замену на 85-й минуте вместо Кристиана Парано. 2 июня 2019 года в матче против «Сакраменто Рипаблик» забил свой первый гол за «Сан-Антонио».
9 июля 2020 года Майкл Лахуд через свою страницу в Instagram объявил о завершении футбольной карьеры.

### Международная карьера
Лахуд получил свой первый вызов в сборную Сьерра-Леоне в конце августа 2013 года на матч квалификации чемпионата мира 2014 против сборной Экваториальной Гвинеи. В этом матче 7 сентября 2014 года он дебютировал на международной арене, отыграв последние 15 минут после выхода на замену.

### Постспортивная деятельность
В январе 2021 года Лахуд вошёл в тренерский штаб футбольной команды Университета Тринити в Сан-Антонио в качестве ассистента главного тренера.
4 марта 2021 года Лахуд пополнил телевещательную команду клуба «Остин», новичка MLS, в качестве телевизионного аналитика.

## Достижения
Командные
 «Нью-Йорк Космос»
- Чемпион Североамериканской футбольной лиги: 2016

 «Цинциннати»
- Победитель регулярного чемпионата Чемпионшипа ЮСЛ: 2018

Личные
- Филантроп года в Североамериканской футбольной лиге: 2016

## Статистика выступлений

### Клубная статистика
| Выступление              | Выступление      | Выступление      | Лига | Лига | Плей-офф | Плей-офф | Кубок | Кубок | Континент | Континент | Итого | Итого |
| Клуб                     | Лига             | Сезон            | Игры | Голы | Игры     | Голы     | Игры  | Голы  | Игры      | Голы      | Игры  | Голы  |
| ------------------------ | ---------------- | ---------------- | ---- | ---- | -------- | -------- | ----- | ----- | --------- | --------- | ----- | ----- |
| Чивас США                | MLS              | 2009             | 16   | 1    | 2        | 0        | 1     | 0     | 2         | 1         | 21    | 2     |
| Чивас США                | MLS              | 2010             | 23   | 0    | —        | —        | 3     | 1     | 2         | 0         | 28    | 1     |
| Чивас США                | MLS              | 2011             | 23   | 1    | —        | —        | 1     | 0     | —         | —         | 24    | 1     |
| Чивас США                | MLS              | 2012             | 2    | 0    | —        | —        | 1     | 0     | —         | —         | 3     | 0     |
| Чивас США                | Итого            | Итого            | 64   | 2    | 2        | 0        | 6     | 1     | 4         | 1         | 76    | 4     |
| Филадельфия Юнион        | MLS              | 2012             | 22   | 0    | —        | —        | 4     | 0     | —         | —         | 26    | 0     |
| Филадельфия Юнион        | MLS              | 2013             | 9    | 0    | —        | —        | 0     | 0     | —         | —         | 9     | 0     |
| Филадельфия Юнион        | MLS              | 2014             | 8    | 0    | —        | —        | 3     | 0     | —         | —         | 11    | 0     |
| Филадельфия Юнион        | MLS              | 2015             | 19   | 0    | —        | —        | 2     | 0     | —         | —         | 21    | 0     |
| Филадельфия Юнион        | Итого            | Итого            | 58   | 0    | —        | —        | 9     | 0     | —         | —         | 67    | 0     |
| Нью-Йорк Космос (аренда) | NASL             | 2016             | 7    | 0    | —        | —        | —     | —     | —         | —         | 7     | 0     |
| Майами                   | NASL             | 2016             | 15   | 1    | —        | —        | 1     | 0     | —         | —         | 16    | 1     |
| Майами                   | NASL             | 2017             | 30   | 0    | 1        | 0        | 5     | 0     | —         | —         | 36    | 0     |
| Майами                   | Итого            | Итого            | 45   | 1    | 1        | 0        | 6     | 0     | —         | —         | 52    | 1     |
| Цинциннати               | USL              | 2018             | 24   | 0    | —        | —        | 3     | 0     | —         | —         | 27    | 0     |
| Сан-Антонио              | USLC             | 2019             | 27   | 1    | —        | —        | 1     | 0     | —         | —         | 28    | 1     |
| Всего за карьеру         | Всего за карьеру | Всего за карьеру | 225  | 4    | 3        | 0        | 25    | 1     | 4         | 1         | 257   | 6     |

Источники: Transfermarkt, Soccerway, Footballdatabase.eu.

### Международная статистика
| Команда      | Год   | Игры | Голы |
| ------------ | ----- | ---- | ---- |
| Сьерра-Леоне |       |      |      |
| 2013         | 1     | 0    |      |
| 2014         | 3     | 0    |      |
| Всего        | Всего | 4    | 0    |

Источник: National Football Teams.